# Condado de Mills (Texas)
O Condado de Mills é um dos 254 condados do estado norte-americano do Texas. A sede do condado é Goldthwaite, e sua maior cidade é Goldthwaite.
O condado possui uma área de 1 942 km² (dos quais 5 km² estão cobertos por água), uma população de 5 151 habitantes, e uma densidade populacional de 3 hab/km² (segundo o censo nacional de 2000).
O condado foi criado em 1887.